# 4323 Hortulus
4323 Hortulus (1981 QN) là một tiểu hành tinh vành đai chính được phát hiện ngày 27 tháng 8 năm 1981 bởi Paul Wild ở Zimmerwald.